# Pedro Bernardo Cannavó
Pedro Bernardo Cannavó (* 10. April 1978 in Buenos Aires) ist ein argentinischer römisch-katholischer Geistlicher und Weihbischof in Buenos Aires.

## Leben
Pedro Bernardo Cannavó besuchte das Instituto Social Militar Dr. Dámaso Centeno in Buenos Aires. Ab 2002 studierte er Philosophie und Katholische Theologie am Priesterseminar Inmaculada Concepción in Buenos Aires. Am 21. November 2009 empfing er im Microestadio Malvinas Argentinas durch den Erzbischof von Buenos Aires, Jorge Mario Kardinal Bergoglio SJ, das Sakrament der Priesterweihe für das Erzbistum Buenos Aires.
Cannavó war nach der Priesterweihe zunächst von 2010 bis 2013 als Pfarrvikar der Pfarrei Santa Clara tätig, in der er zuvor bereits als Diakon gewirkt hatte. Anschließend war er Pfarrvikar der Pfarreien Nuestra Señora de Caacupé (2013–2014) und Virgen Inmaculada de Lourdes (2014–2016). Von 2016 bis 2021 wirkte er als Seelsorger in der Pfarrei San Isabel de Hungría und als Kaplan der Kirche María Madre Purísima. Danach war Cannavó Pfarrer der Pfarrei San Saturnino y San Judas, bevor er 2023 Pfarrer der Pfarrei Santa María Madre del Pueblo wurde. Neben seiner Tätigkeit in der Pfarrseelsorge wirkte er bereits ab 2013 als Kaplan am Instituto Social Militar Dr. Dámaso Centeno in Buenos Aires.
Am 19. Juni 2024 ernannte ihn Papst Franziskus zum Titularbischof von Idassa und zum Weihbischof in Buenos Aires. Der Erzbischof von Buenos Aires, Jorge Ignacio García Cuerva, spendete ihm sowie Sergio Iván Dornelles und Alejandro Daniel Pardo am 3. August desselben Jahres in der Catedral Metropolitana de Buenos Aires die Bischofsweihe; Mitkonsekratoren waren der Weihbischof in Río Gallegos, Fabián González Balsa, und der Bischof von San Justo, Eduardo Horacio García, sowie die Weihbischöfe in Buenos Aires, Alejandro Daniel Giorgi und Gustavo Oscar Carrara.